# Saint-Géréon
Saint-Géréon (bretonisch: Sant-Gerent; Gallo: Saent-Jéron) ist eine Ortschaft und eine ehemalige ehemalige Gemeinde mit zuletzt 2939 Einwohnern (Stand 2016) im Département Loire-Atlantique in der Region Pays de la Loire; sie gehörte zum Arrondissement Châteaubriant-Ancenis. Die Einwohner werden Géréonais genannt.
Mit Wirkung vom 1. Januar 2019 wurden die ehemaligen Gemeinden Ancenis und Saint-Géréon zur Commune nouvelle Ancenis-Saint-Géréon zusammengeschlossen. Den früheren Gemeinden wurde in der neuen Gemeinde der Status einer Commune déléguée nicht zuerkannt. Der Verwaltungssitz befindet sich im Ort Ancenis.

## Geographie
Der Ort Saint-Géréon liegt am Nordufer der Loire an der Grenze zum Département Maine-et-Loire, etwa auf halbem Weg zwischen den Großstädten Angers und Nantes. Die Weinbaugebiete Muscadet-Coteaux de la Loire, Gros Plant du Pays Nantais und Coteaux d’Ancenis reichen in die Ortschaft hinein. Umgeben wird Saint-Géréon von den Nachbarortschaften Ancenis im Norden, Osten und Süden, Oudon im Südwesten sowie Couffé im Westen und Nordwesten.

## Bevölkerungsentwicklung
| Jahr                       | 1962 | 1968 | 1975 | 1982 | 1990 | 1999 | 2006 | 2017 |
| -------------------------- | ---- | ---- | ---- | ---- | ---- | ---- | ---- | ---- |
| Einwohner                  | 1165 | 1639 | 1900 | 2327 | 2362 | 2488 | 2652 | 2939 |
| Quellen: Cassini und INSEE |      |      |      |      |      |      |      |      |

## Sehenswürdigkeiten
- Kirche Saint-Géréon aus dem Jahr 1840 (siehe auch: Liste der Monuments historiques in Ancenis-Saint-Géréon)
- Menhirs des Pierres Meslières, zwei Menhire
- Herrenhaus La Chevasnerie aus dem 18. Jahrhundert
- Herrenhaus Ecochère aus dem 19. Jahrhundert anstelle der früheren Burganlage errichtet

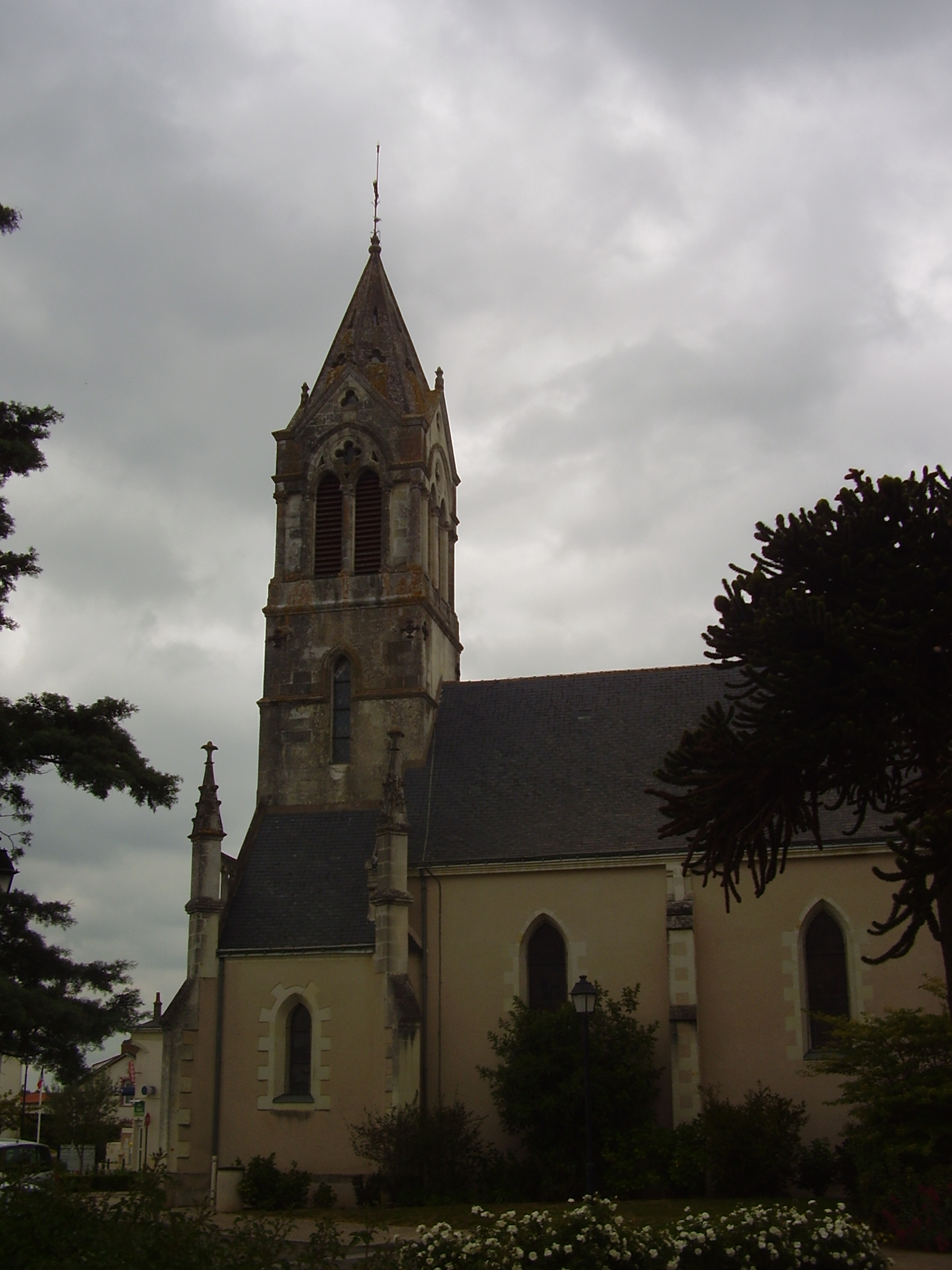
Kirche Saint-Géréon
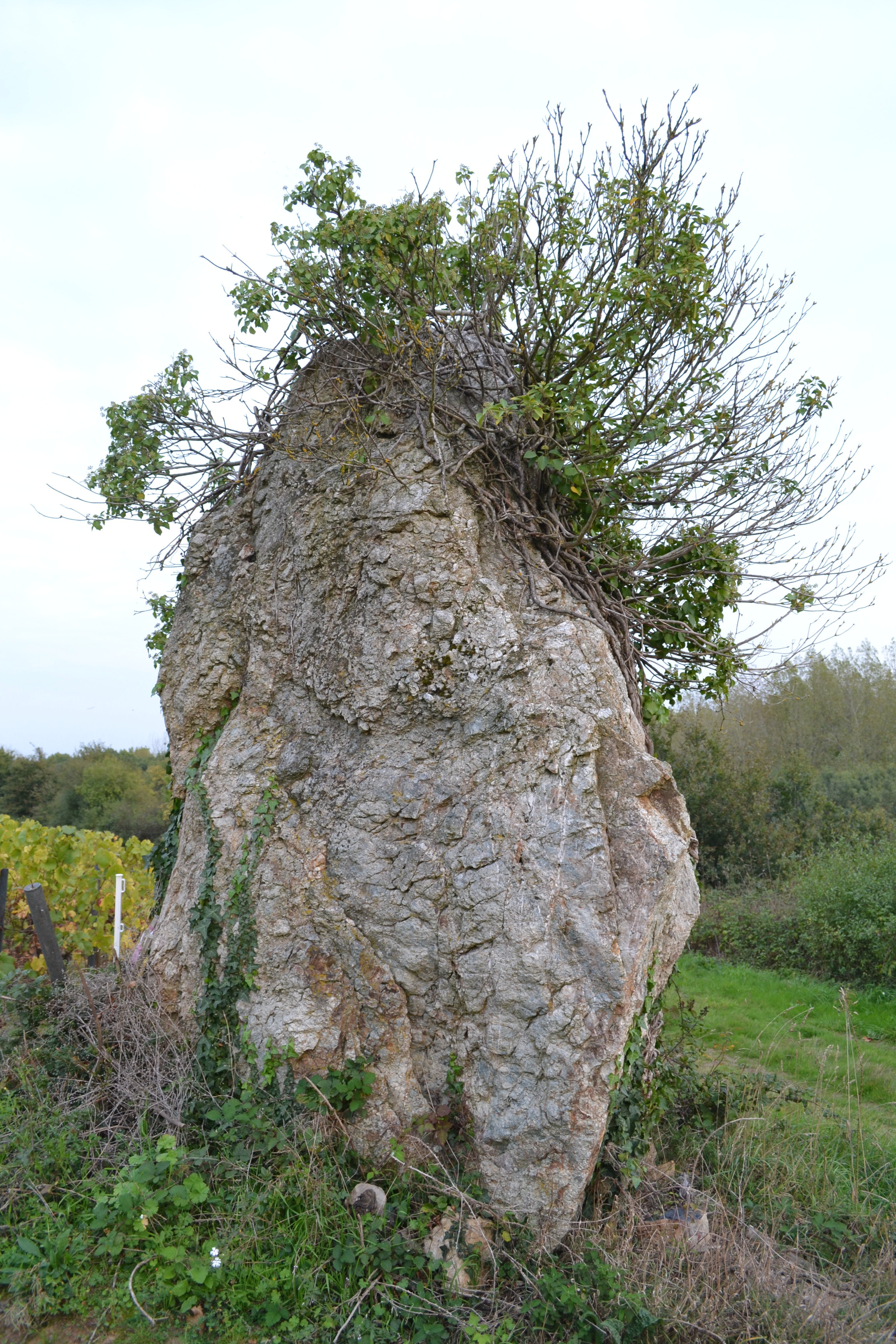
Pierre Meslières

## Persönlichkeiten
- Jacques Lusseyran (1924–1971), Literaturwissenschaftler und Widerstandskämpfer, bei einem Autounfall hier tödlich verunglückt